# La, la, la
«La, la, la» fue la canción ganadora del Festival de la Canción de Eurovisión 1968, interpretada por la cantante española Massiel, celebrado en el Royal Albert Hall de Londres la noche del 6 de abril. El tema fue compuesto por Ramón Arcusa y Manuel de la Calva, los dos integrantes del Dúo Dinámico. La primera versión fue grabada por Joan Manuel Serrat.

## Historia

### Controversia
La elección del intérprete que debía representar a España en el Festival fue fruto de una gran controversia. Joan Manuel Serrat, el primer elegido, anunció unos días antes del festival su deseo de interpretar parte del tema en catalán, a lo que Televisión Española se negó, aún a pesar de que Serrat ya había grabado el tema en varios idiomas y lo había promocionado en Europa. Por este motivo, Massiel, que era la otra cantante estrella de la casa discográfica en la que estaba Serrat, fue elegida para interpretar la canción. Tuvo que regresar a toda prisa de México, donde llevaba varios meses de gira en compañía de su padre, que era a la vez su promotor, y viajó a España para, en tan solo dos semanas, aprender la canción, grabarla en varios idiomas y promocionarla en Londres. A los coros, y como inicialmente estaba previsto, se confirmó la presencia del Trío La, La, La.

### Victoria en Eurovisión
La victoria del «La, la, la» en el Festival también estuvo llena de emoción. En el momento de la penúltima votación, correspondiente al jurado de Alemania, Reino Unido encabezaba la clasificación con 26 puntos contra los 23 de España. Alemania concedió 2 puntos a Cliff Richard, el representante inglés, y finalmente, para sorpresa del público, 6 a Massiel, quedando esta 1 punto por encima de Richard. Por último votó Yugoslavia, que no otorgó votos a ninguno de los dos, resultando como ganadora España. Massiel recibió el premio de manos de la anterior vencedora, la inglesa Sandie Shaw, convirtiéndose en la única ganadora española del Festival en solitario, ya que en la edición del año siguiente, celebrada en Madrid, aunque ganó Salomé, hubo un cuádruple empate.
Tras la victoria y su regreso a España, donde fue recibida con entusiasmo, Massiel se negó a ser condecorada con la Cinta de Dama de la Orden de Isabel la Católica por parte de Francisco Franco, lo que le valió, según declaró la cantante, casi un año de veto en la TVE.
| ...Participante... | Pts. | Bandera de Portugal | Bandera de Finlandia | Bandera de Alemania | Bandera de Irlanda | Bandera de Noruega | Bandera de Austria | Bandera de Luxemburgo | Bandera de Mónaco | Bandera de Francia | Bandera de Italia |
| ------------------ | ---- | ------------------- | -------------------- | ------------------- | ------------------ | ------------------ | ------------------ | --------------------- | ----------------- | ------------------ | ----------------- |
| España             | 29   | 4                   | 3                    | 6                   | 1                  | 1                  | 2                  | 1                     | 4                 | 4                  | 3                 |

### Polémica en 2008
En mayo de 2008, a raíz del documental 1968. Yo viví el mayo español realizado por Montse Fernández Vila para la cadena española La Sexta y previamente a la emisión del mismo, se desató una polémica sobre un supuesto amaño de la victoria de Massiel, que habría sido resultado de una compra de votos por parte de TVE a las televisiones de otros países a cambio de la adquisición de series de televisión y la firma de contratos televisivos con varios intérpretes si votaban a la canción española, todo ello supuestamente para favorecer la imagen del régimen franquista en Europa. La polémica surgió a raíz de unas pocas palabras sacadas de contexto del periodista José María Íñigo, quien vivió el triunfo de Massiel desde Londres como enviado de la emisora Cadena SER, sobre una supuesta práctica habitual en la época de hacer favores en Europa a cambio de votos para el festival, pero que no aludían a ese caso en concreto.
En días posteriores, ya tras la emisión del documental, Iñigo aseguró que se habían sacado de contexto y malinterpretado sus palabras y que ni siquiera había nombrado a Massiel: «Yo no he dicho que Massiel ganara el festival de Eurovisión mediante compra de votos. Yo no he dicho eso. No he hablado ni de Massiel ni del La, la, la. Massiel es una gran artista que no necesita de ninguna ayuda para nada, ni ahora, ni antes. Todo ha sido una tergiversación de unas palabras».
A pesar de ello la polémica llegó a la prensa sensacionalista inglesa, donde Cliff Richard realizó declaraciones asegurando que quizás le deberían entregar el premio a él, 40 años después del Festival. Por diferentes programas de televisión y radio desfilaron, entre otros, Massiel e Íñigo, arremetiendo contra el documental, y concretamente Massiel contra el fundador de La Sexta, Emilio Aragón, asegurando que todo estaba preparado a propósito para desprestigiar a la cantante en el 40 aniversario de su victoria y promocionar al representante español en el certamen de ese año, Rodolfo Chikilicuatre, un polémico producto nacido precisamente en La Sexta. La polémica se zanjó a la semana siguiente, y la Unión Europea de Radiodifusión aseguró que no haría nada al respecto.

### La serieLa canciónen 2025
En 2025 se estrena la serie de tres capítulos La canción que revive la victoria de Massiel en Eurovisión con este tema. Creada por Pepe Coira y Fran Araújo y dirigida por Alejandro Marín, en una producción de Movistar Plus+ y Buendía Estudios; con Carolina Yuste en el papel de Massiel y Marcel Borràs como Joan Manuel Serrat.

## Ediciones
Los arreglos de orquesta en la versión de estudio fueron realizados por Bert Kaempfert. El sencillo se editó en varios países y en diferentes lenguas.
- «La La La» / «Pensamientos, sentimientos» (edición española)
- «La La La» (versión en alemán)
- «La La La» /«He gives me love (La La La)» (versión en inglés)
- «La La La» / «Las estrellas lo sabrán»
- «La La La» / «Rosas en el mar»

## Versiones
- «La, la, la» Joan Manuel Serrat (castellano, catalán, inglés, francés, portugués e italiano)[7]
- «La, la, la» Amália Rodrigues (castellano)
- «La, la, la (he gives me love)» Saint Etienne (inglés)
- «La, la, la (he gives me love)» Lesley Gore (inglés)
- «La, la, la» Helena Blehárová (checo)

Fue además, interpretada en 2008 por Rosa López para el programa de Televisión española Europasión.
En 2019 fue versionada por María Villalón, en el programa de La 1 de TVE La mejor canción jamás cantada.

## Listas

### Semanales
| País         | Lista          | Primera semana      | Posición de ingreso | Mejor posición | Semanas en la mejor posición | Semanas en la lista | Última semana       | Ref.   |
| ------------ | -------------- | ------------------- | ------------------- | -------------- | ---------------------------- | ------------------- | ------------------- | ------ |
| Suiza        | Top 10 Singles | 30 de abril de 1968 | 9                   | 8              | 1                            | 6                   | 4 de junio de 1968  | [ 10 ] |
| Alemania     | Top Singles    | —                   | —                   | 12             | —                            | 5                   | —                   | [ 10 ] |
| Austria      | Top 20 Singles | 15 de mayo de 1968  | 8                   | 8              | 1                            | 2                   | 15 de junio de 1968 | [ 10 ] |
| Países Bajos | Top 20 Singles | 11 de mayo de 1968  | 18                  | 18             | 1                            | 1                   | 11 de mayo de 1968  | [ 10 ] |
| Noruega      | Top 10 Singles | 18/1968             | 7                   | 5              | 1                            | 4                   | 21/1968             | [ 10 ] |